# Зоица Пенкова
Зоица Попкостадинова, по мъж Пенкова (изписване до 1945 година: Зоица попъ Костадинова), е българска просветна деятелка от Македония. Съпруга на революционера Георги Пенков.

## Биография
Родена е в малкия град Радовиш, тогава в Османската империя. Тъй като в градчето няма прогимназия, тя отива да учи в Струмица и завършва тамошната прогимназия. По това време нейният брат завършва Българската духовна семинария в Цариград и Екзархията го изпраща да следва във Висшата духовна семинария в Одеса. След първата си година там той взема 13-годишната си сестра с намерението да я запише в училището за български момичета. Поради запълненост на местата обаче тя  остава извън него, на пансион в българско семейство с частно малко стопанско училище за шев и кройка, където учи. Следващата година също остава там, тъй като поради бунт в Семинарията брат ѝ, както други чужденци, е арестуван и изпратен извън Одеса (годините 1902 – 1903). Той се завръща след отварянето на Семинарията и успява да я завърши; през това време Зоица научава перфектно руски и чете много.
При връщането им в Македония Зоица, вече 15-годишна, постъпва в Солунската българска девическа гимназия. Като по-голяма е определена за настойничка на Мара Попдимитрова от Горна Джумая. Завършва с отличие в 1908 година (випуск XVII).
По препоръка на поп Димитър, бащата на момичето, за което се е грижила, горноджумайското училищно настоятелство ѝ предлага работа там и тя постъпва като учителка в Горна Джумая. Живее на квартира при вдовицата на войводата Сандо Китанов, среща Яне Сандански при негово гостуване в къщата, другарува с жената на Петър Блъсков Стефка (по-късно съпруга на Димитър Кощанов). Попада под силното влияние на Блъсков, научава много за идеите на анархизма, нихилизма, минава и през толстоизма, в продължение на две години е вегетарианка. В 1910 година държи да види Халеевата комета и излиза нощем да я наблюдава с учителите мъже, въпреки че е предупредена да не го прави; заради по-свободното ѝ държане (ходи на пазар, смее се високо) училищното настоятелство я освобождава.
Отива в Свободна България и търси учителско място; изпратена е в село Сумер, Северозападна България, където остава две години. После се връща в Македония и по време на Балканската война е учителка в струмишкото село Банско.
След това отива в София и започва да учи история в Софийския университет. Поддържа връзки с кръга около Михаил Герджиков и познатия ѝ от Горна Джумая Петър Блъсков. Следва три семестъра, докато в 1914 година се запознава с техния приятел Георги Пенков, с когото вече е имала кореспонденция – докато е бил в затвора му е пишела писма. Оженват се, решават да направят комуна в Мечкул и отиват там. Не успяват да реализират идеята, Зоица учителства две години в селото. Преместват се в Горна Джумая, където тя става волнонаемна учителка по история в прогимназията, докато той работи в града, а на Предела създава фабрика за дървен материал. Зоица е напълно в течение на дейността му за ВМРО и е не само негова довереничка, но и съветничка.
След убийството на съпруга ѝ в 1925 година имотите им са опожарени или конфискувани; остава само една нива, записана на нейно име. С активни действия и добро познаване на законите Зоица успява се справи с трудностите и да отгледа двете си малки деца. По-късно живее и в София, където децата ѝ учат в гимназия.
В 1947 година с ентусиазъм приема колективизацията, смятайки, че това е осъществяване на нейната и на съпруга ѝ мечта: „Цял живот съм мечтала за република и за кооперативно обработване на земята“. Дава всичко на ТКЗС.
Зоица Пенкова се възпротивява на македонизацията, налагана от Българската комунистическа партия. При преброяването от 1945 година се заявява като „българка от Македония“.